# コチニータ・ピビル

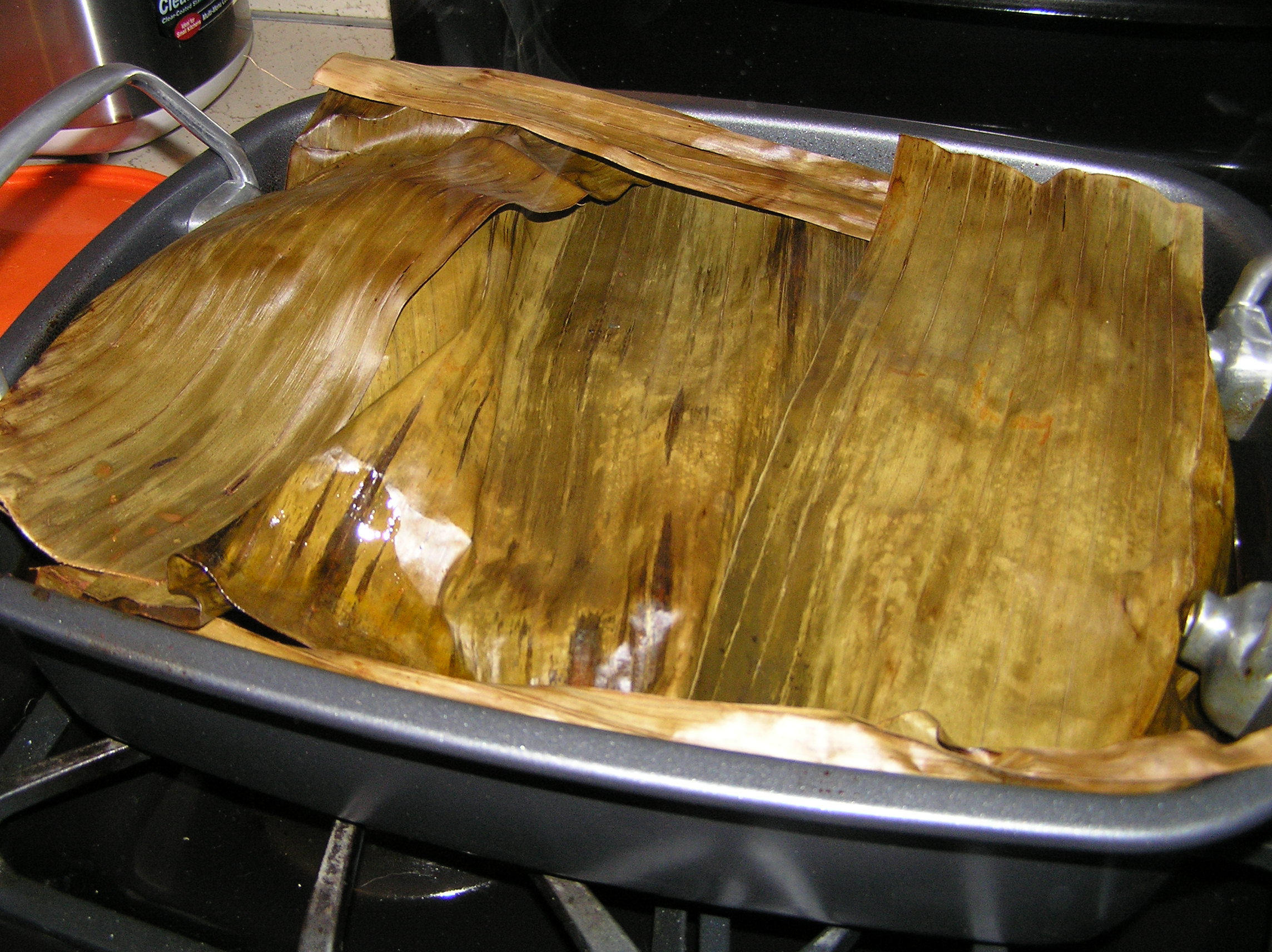
バナナの葉で包まれたコチニータ・ピビル

コチニータ・ピビル（スペイン語: Cochinita pibil）は、メキシコ南部・ユカタン半島の伝統的な豚肉料理。
メキシコでは祭りなどのハレの日のごちそうとしても振る舞われる料理である。
伝統的な調理法は、ベニノキの種子から抽出したアナトーやオレンジジュースなどに漬け込んだ豚肉の塊をバナナの葉で包み、地中に埋めて蒸し焼きにする。今日では、豚肉をバナナの葉で包むのは同じだが、鍋やオーブンで蒸し焼きにする。豚肉は、紫タマネギのピクルスやハバネロを使ったサルサと共にトルティーヤでくるんで食べる。好みでライムを絞りかける。